# David Chiang

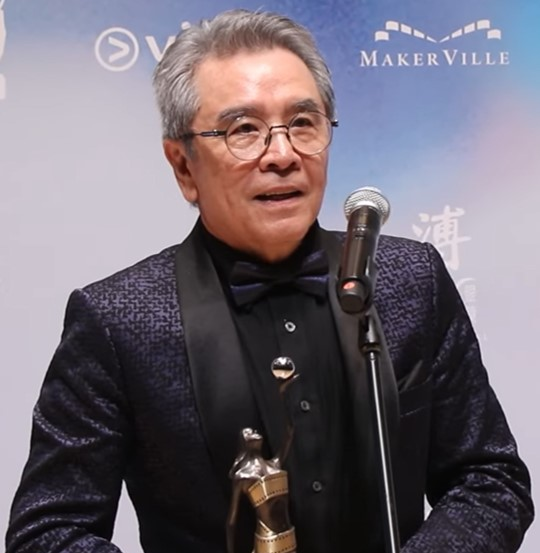
David Chiang, 2024

Chiang Dai Wei (chinesisch 姜大衛 / 姜大卫, Pinyin Jiāng Dàwèi, Jyutping Goeng1 Daai6wai6; * 29. Juni 1947 als Chiang Wei-Nian 姜偉年 / 姜伟年,  Jiāng Wěinián, in Shanghai, China), bekannt als David Chiang bzw. John Chiang, ist ein chinesischer Schauspieler. Er gehört zu den bekanntesten Darstellern in Martial-Arts-Filmen des in Hongkong beheimateten Filmstudios Shaw Brothers, in denen er oft an der Seite des ebenso bekannten Ti Lung eingesetzt wurde. Bis heute ist er als Schauspieler, Regisseur und Drehbuchautor aktiv.

## Leben
Chiangs Eltern waren in Shanghai bekannte Schauspieler, ehe sie nach Hongkong gingen. David Chiang stand schon als Kind vor der Kamera, ebenso wie seine beiden Brüder Paul Chun und Derek Yee. Seine Karriere bei den Shaw Brothers begann er als Stuntman, bevor er von Regisseur Chang Cheh, dessen bevorzugter Schützling er bald wurde, als Schauspieler und Kampfkünstler entdeckt wurde. Ende der 60er/Anfang der 70er wurde er, meist in der Rolle des charmanten, kampfkunsterprobten Helden zum Idol in ganz Asien. Er wurde mehrfach für den Preis als bester Darsteller auf dem Asiatischen Film Festival nominiert, den er 1972 für Kuan - Der unerbittliche Rächer (Vengeance!) gewann. Viele der Filme haben heute einen wichtigen Status in der Entwicklung des Martial Arts Kinos. Bis heute wirkte er in über 120 Filmen mit.
Chiang lebt mit seiner Frau und seinen Kindern in Kanada. Er wird im Deutschen unter anderem von Bernd Schramm, Elmar Wepper und Dennis Schmidt-Foß synchronisiert.

## Sonstiges
- David Chiang war kleiner als andere Darsteller des Hongkong-Kinos und bei weitem nicht so muskulös. Den Namen „David“ gab ihm Regisseur Chang Cheh.
- Chang Cheh entdeckte etwa zeitgleich auch einen anderen jungen Stuntman, Ti Lung, als Schauspieler, der als Changs ständiger Schauspielpartner schnell berühmt wurde. Beide standen in zahlreichen Filmen ihres Mentors gemeinsam vor der Kamera und wurden zu einem der bekanntesten Duos jener Zeit, für die Chang Cheh bekannt war. Die Trennung der beiden Ende der 1970er-Jahre sorgte für große Enttäuschung unter den Fans.
- Das Schwert des gelben Tigers (The New One Armed Swordsman) aus dem Jahr 1970, in dem David Chiang die Hauptrolle übernahm, war der erste Martial-Arts-Film, welcher mit Erfolg in den deutschen Kinos lief. Es handelte sich bei diesem Film um das Remake eines Films, in dem Superstar Jimmy Wang Yu bereits einen einarmigen Schwertkämpfer dargestellt hatte. Nachdem Wang kurze Zeit darauf die Shaw Brothers Studios verlassen hatte, nahm David Chiang dessen Platz als Gesicht des Studios ein.
- 2004 erhielt Chiang einen Stern auf der Avenue of Stars (Hongkong), einer Straße nach dem Vorbild des Hollywood Walk of Fame in Los Angeles.

## Filmografie (Auswahl)

### Darsteller
- 1960: Street boys
- 1969: Todespagode des gelben Tigers (Bao biao)
- 1970: Kuan- der Unerbittliche Rächer (Bao chou)
- 1971: Das Schwert des gelben Tigers (Xin du bi dao)
- 1971: Die tödlichen Zwei (The deadly duo)
- 1972: Der Pirat von Shantung (Shantung boxer)
- 1972: Die Blutsbrüder des gelben Drachen (Bloood brothers)
- 1972: Die sieben Schläge des gelben Drachen (Shui hu zhuan)
- 1972: Zehn gelbe Fäuste für die Rache (The angry guest)
- 1972: Ti Lung – Duell ohne Gnade (The duel)
- 1973: Die 13 Söhne des gelben Drachen (The heroic ones)
- 1973: Fan Chu – Tödliche Rache (Duel of fists)
- 1973: Teufelspiraten von Kau-Lun (The pirate)
- 1974: Die 7 goldenen Vampire (The Legend of the 7 Golden Vampires)
- 1974: Die Eroberer (All men are brothers)
- 1974: Four Riders (Four riders)
- 1974: Die wilden Fünf (Savage five)
- 1975: The Taxi Driver (Shaw Brothers)
- 1975: Die gnadenlosen 5 (Five Shaolin masters)
- 1975: Die unschlagbaren Sieben (Seven men's army)
- 1976: Der Rächer aus der Todeszelle (The Condemned)
- 1976: Der Tempel der Shaolin (Shaolin temple)
- 1977: Das Todesduell der Tigerkralle (Death Duel)
- 1977: Die Blutsbrüder des Kung Fu (Friends)
- 1978: Der Todesgriff der Shaolin (Shaolin handlock)
- 1979: Die Herausforderer (The challenger)
- 1979: In den Krallen des roten Phönix (The red phoenix)
- 1979: Master der Shaolin (Shaolin abbot)
- 1981: Die unbesiegbaren Zwei (Magnificent wanderers)
- 1992: Twin Dragons (Shuāng lóng huì)
- 1992: Shuāng lóng huì (Wong fei-hung II)
- 1994: What Price Survival (Du bi dao zhi qing)
- 2006: The Triangle (Daisy)

### Regisseur
- 1974: The Drug Addicts
- 1974: A Mad World Of Fools
- 1976: Der Rächer aus der Todeszelle (The Condemned)
- 1984: Heaven Can Help
- 1986: Silent Love
- 1994: Mother Of A Different Kind